# Île-de-France (régió)
Île-de-France Franciaország régióinak egyike. 1961-ben hozták létre[forrás?] „Párizsi Régió kerülete” néven, és 1976-ban nevezték át „Île-de-France” régióvá; ekkor kapott az 1972-ben létrehozott többi régióhoz hasonló státuszt. A névváltoztatás ellenére a franciák a hétköznapokban Île-de-France-ra csak mint Région Parisienne („Párizsi Régió”) vagy RP utalnak.
Île-de-France Franciaország legnépesebb régiója: lakosainak száma meghaladja Belgiumét, Görögországét, Portugáliáét, Csehországét vagy Magyarországét; lakosságszáma az Egyesült Államok Ohio államához vagy a kanadai Ontario tartományhoz hasonlítható.

## Földrajz
Île-de-France Franciaország északi felén, az üledékrétegekkel fedett Párizsi-medence központi részén terül el. Szomszédos régiói: északon Hauts-de-France, keleten Grand Est, délkeleten Burgundia-Franche-Comté, délen és nyugaton Centre-Val de Loire, északnyugaton Normandia.
12 012 km2-es területével Franciaország egyik legkisebb régiója, de a népesség (12,1 millió lakos, az európai francia lakosság közel 19%-a) és a bruttó hazai termék tekintetében a legnagyobb. Központjában található Párizs, az ország fővárosa, közigazgatási, gazdasági, kulturális központja. Nem csak Párizs, hanem számos elővárosa is erősen urbanizált, de a régió teljes területének 49%-a mezőgazdasági terület, 23%-a erdő.

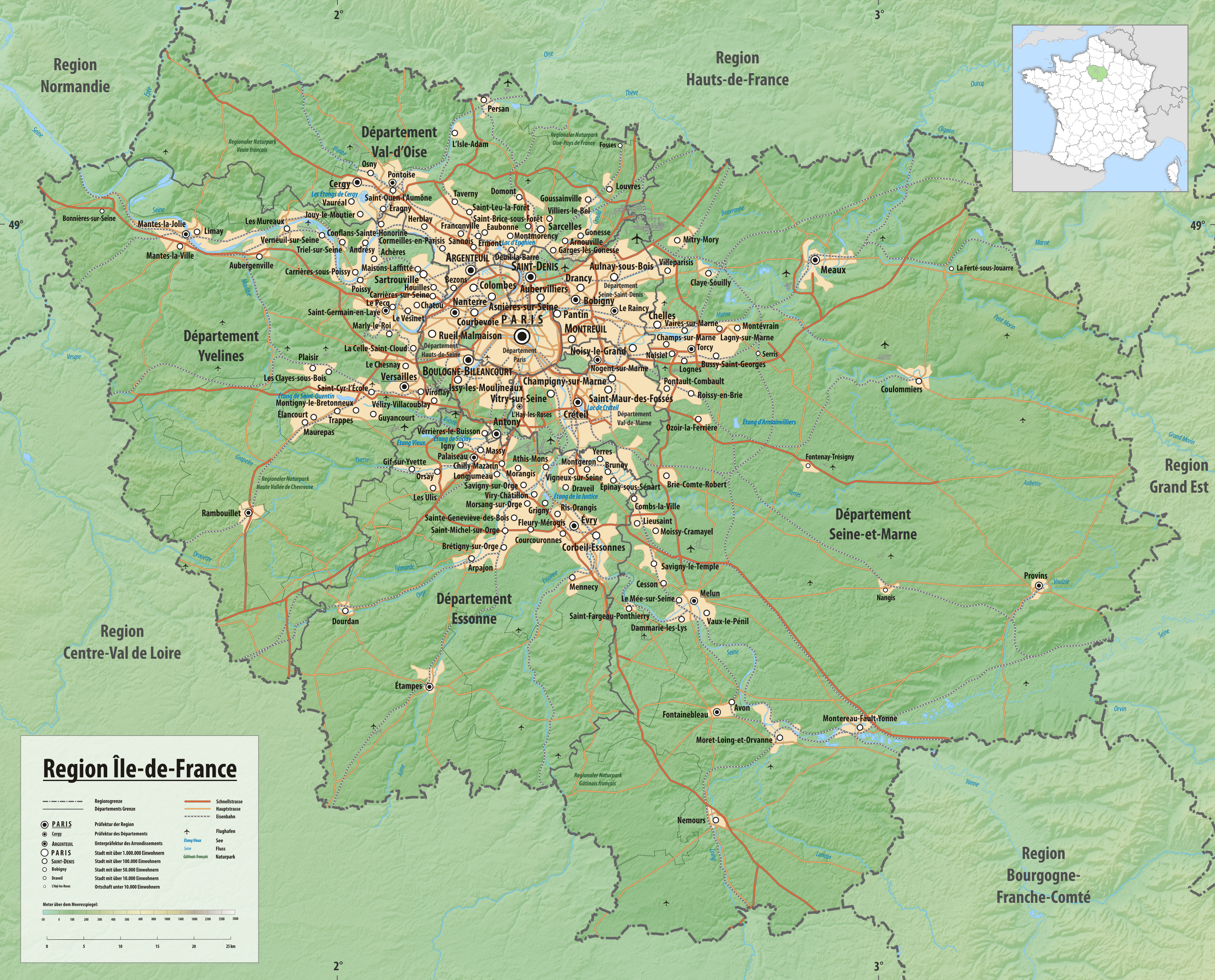
Ile-de-France domborzati térképe

Területét alacsony, enyhén hullámos felszín jellemzi, ahol síkságok, 200 méternél alig magasabb dombok és lapos völgyek váltakoznak. A legmagasabb pont buttes de Rosne (217 m) és Verdelot községben (Seine-et-Marne megye) a butte Saint-Georges (215,6 m). A legalacsonyabb pont Port-Villez-ben (Yvelines megye) található (11 m). Párizs és közvetlen elővárosainak legmagasabb pontja a Meudon-erdőben van (180 m).
A régió sajátos természeti és/vagy kulturális jellemzőket mutató tájai: a pays de France vagy plaine de France (vagyis ’francia síkság’, Párizstól északra), a plateau de Brie (Brie-plató, a Párizsi-medence keleti részén), Beauce (Párizstól délnyugatra fekvő, termékeny talajú alacsony mészkőfennsík), Vexin (a régió északnyugati részén), Hurepoix (Párizstól délre) stb. A párizsi külvárosok urbanizációs és ipari terjeszkedésének ellensúlyaként ezeken a tájakon mezőgazdasági termelést, gyakran cukorrépa- és a gabonatermesztést, állattenyésztést, kertgazdálkodást folytatnak.
Île-de-France területén 2024-ig négy regionális natúrparkot alakítottak. Ezek: az Haute vallée de Chevreuse-, a Vexin français-, a Gâtinais français- és az Hauts-de-France régióval közös Oise-Pays de France regionális natúrpark.

### Folyók
Île-de-France teljes egészében a Szajna vízgyűjtő területén fekszik. A Párizsnak is életet adó, ezen a vidéken délkeletről északnyugat felé kanyargó Szajna kis esésű, alföldi jellegű folyó. A régió területén beömlő nagyobb mellékfolyói: az Yonne (292 km), Loing (142 km), az Esson (130 km), az Orge (59 km), az Yerres (98 km), a Marne (514 km), az Oise (341 km).

## Éghajlat
A régióban mérsékelt éghajlat uralkodik, a kontinentális hatást az óceáni hatások mérséklik. A tél hidegebb, mint Bretagne-ban (2 °C januárban), a nyár pedig forróbb és szárazabb (júliusban akár 25 °C). Az évi középhőmérséklet 11 °C, az átlagos csapadékmennyiség bőséges, 600–700 mm évente. A Párizsi-medence peremvidékéhez képest enyhe szárazság tapasztalható, a legtöbb csapadék a régió délnyugati részére jut.

## Közigazgatási beosztás
A régió 8 megyéből, 25 kerületből, 155 kantonból és 1276 községből áll.
|    | Megye             | Prefektúra | Kerület | Kanton | Község |
| -- | ----------------- | ---------- | ------- | ------ | ------ |
| 75 | Párizs            | Párizs     | 1       | -      | 1      |
| 77 | Seine-et-Marne    | Melun      | 5       | 23     | 507    |
| 78 | Yvelines          | Versailles | 4       | 21     | 259    |
| 91 | Essonne           | Évry       | 3       | 21     | 194    |
| 92 | Hauts-de-Seine    | Nanterre   | 3       | 23     | 36     |
| 93 | Seine-Saint-Denis | Bobigny    | 3       | 21     | 40     |
| 94 | Val-de-Marne      | Créteil    | 3       | 25     | 47     |
| 95 | Val-d’Oise        | Pontoise   | 3       | 21     | 183    |
|    | Összesen:         | Összesen:  | 25      | 155    | 1267   |

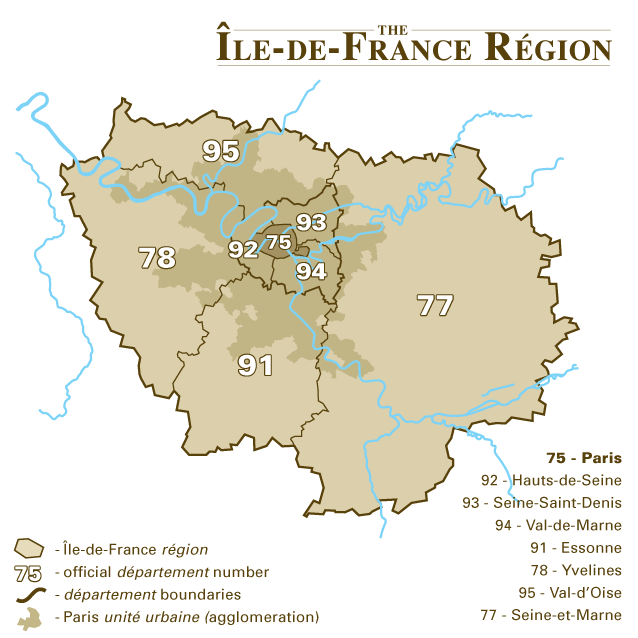
Párizs és a kis- és nagy korona megyéi

A Párizzsal (75) határos három kisebb megyét – Hauts-de-Seine (92), Seine-Saint-Denis (93), Val-de-Marne (94) – hagyományosan „kis koroná”-nak (petite couronne), az azokat körülvevő további négy megyét (77, 78, 91, 95) „nagy koroná”-nak (grande couronne) nevezik.
A kettő közötti különbség nyilvánvaló: az egyiket betonépítmények és zsúfolt külvárosi lakótelepek, a másikat vidéki tájak és kiterjedt erdők (Fontainebleau, Rambouillet, Montmorency, Saint-Germain-en-Laye környéke) jellemzik. Ez a különbség egyebek között a népesség földrajzi eloszlásában is jelentkezik: Île-de-France Franciaország legsűrűbben lakott régiója, de lakosainak túlnyomó többsége a területének csupán egyötödét elfoglaló párizsi agglomerációban koncentrálódik, míg a régió peremén 300 fős aprófalvak is előfordulnak.
A „kis korona” három megyéje további hét községgel együtt alkotja Nagy-Párizs metropoliszt.

## Demográfia

### A lakosságszám változása a történelem folyamán
| 1801                                                                                     | 1806      | 1821      | 1826      | 1831       | 1836       | 1841       | 1846       | 1851       | 1856       | 1861       | 1866       | 1872       |
| ---------------------------------------------------------------------------------------- | --------- | --------- | --------- | ---------- | ---------- | ---------- | ---------- | ---------- | ---------- | ---------- | ---------- | ---------- |
| 1 352 280                                                                                | 1 407 272 | 1 549 811 | 1 780 900 | 1 707 181  | 1 882 354  | 1 998 862  | 2 180 100  | 2 239 695  | 2 552 980  | 2 819 045  | 3 039 043  | 3 141 730  |
| 1876                                                                                     | 1881      | 1886      | 1891      | 1896       | 1901       | 1906       | 1911       | 1921       | 1926       | 1931       | 1936       | 1946       |
| 3 320 162                                                                                | 3 726 118 | 3 934 314 | 4 126 932 | 4 368 656  | 4 735 580  | 4 960 310  | 5 335 220  | 5 682 598  | 6 146 178  | 6 705 579  | 6 785 750  | 6 597 758  |
| 1954                                                                                     | 1962      | 1968      | 1975      | 1982       | 1990       | 1999       | 2001       | 2002       | 2003       | 2004       | 2005       | 2006       |
| 7 317 063                                                                                | 8 470 015 | 9 248 631 | 9 878 565 | 10 073 059 | 10 660 554 | 10 952 011 | 11 100 523 | 11 176 008 | 11 250 617 | 11 319 972 | 11 399 319 | 11 491 000 |
| 2010                                                                                     |           |           |           |            |            |            |            |            |            |            |            |            |
| 11 786 234                                                                               |           |           |           |            |            |            |            |            |            |            |            |            |
| 2000-ig népszámlálási adatok; 2000-től az INSEE hivatalos január 1-jei becslései alapján |           |           |           |            |            |            |            |            |            |            |            |            |